# دیو هینمن

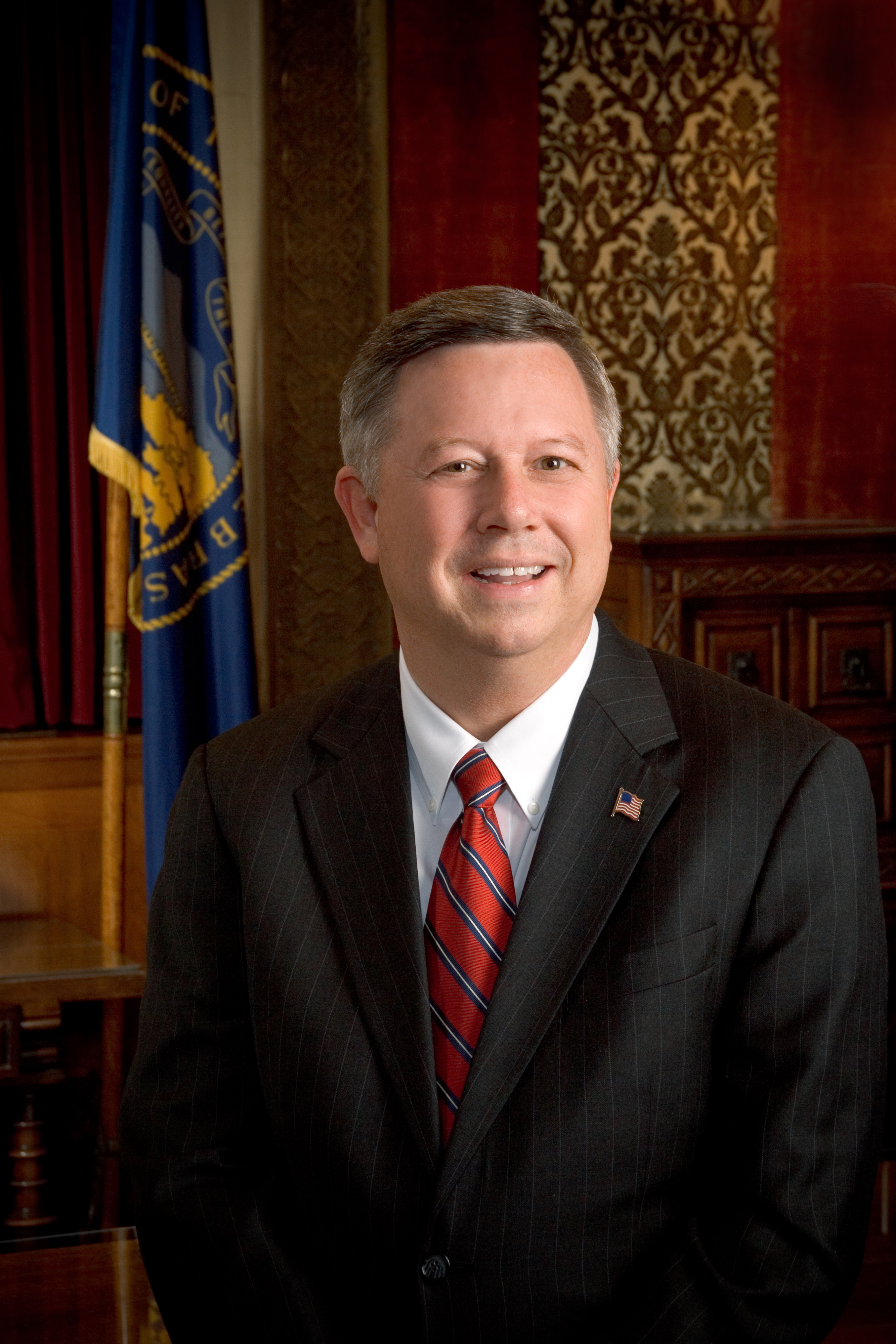
پرترهٔ رسمی دیو هینمن، فرماندار اسبق نبراسکا - ۲۰۰۶

دیو هینمن (به انگلیسی: Dave Heineman) فرماندار سابق ایالت نبراسکا از حزب جمهوری‌خواه ایالات متحده آمریکا است که در تاریخ ۲۰ ژانویه ۲۰۰۵ میلادی به عنوان فرماندار انتخاب شد و تا سال ۲۰۱۵ در این سمت باقی ماند.